# Bờ Biển Ngà
Bờ Biển Ngà, cũng được gọi là Côte d'Ivoire, quốc hiệu là Cộng hòa Bờ Biển Ngà, là một quốc gia ở Tây Phi. Bờ Biển Ngà giáp với Liberia về phía tây, Guinea và Mali về phía tây bắc, Burkina Faso về phía đông bắc, Ghana về phía đông và nằm bên cạnh Vịnh Guinea về phía nam. Thủ đô Bờ Biển Ngà là Yamoussoukro, thành phố lớn nhất là Abidjan. Năm 2024, dân số của Bờ Biển Ngà là 31,5 triệu người, là dân số cao thứ ba tại Tây Phi.
Trước khi bị thực dân châu Âu chiếm đóng, Bờ Biển Ngà bao gồm nhiều nước nhỏ như Gyaaman, Kong Empire, và Baoulé. Ngoài ra còn có hai vương quốc của Người Anyi, đó là Indénié và Sanwi, những quốc gia đã cố gắng duy trì sự độc lập của mình trong suốt thời kì Pháp thuộc và kể cả về sau này, khi Bờ Biển Ngà đã giành được độc lập. Hiệp định 1843-1844 buộc Bờ Biển Ngà chấp nhận sự bảo hộ của Pháp vào năm 1883, Bờ Biển Ngà trở thành một bộ phận của hệ thống thuộc địa của Pháp.
Bờ Biển Ngà tuyên bố độc lập vào ngày 7 tháng 8 năm 1960. Từ năm 1960 đến năm 1993, Bờ Biển Ngà được lãnh đạo bởi Félix Houphouët-Boigny. Trong giai đoạn này, Bờ Biển Ngà vẫn giữ mối liên kết mật thiết về kinh tế với các nước láng giềng Tây Phi cũng như các nước châu Âu, đặc biệt là Pháp. Tuy nhiên, sau giai đoạn lãnh đạo của Houphouët-Boigny, Bờ Biển Ngà trải qua hai cuộc đảo chính và một cuộc nội chiến, bất chấp cuộc bầu cử và một hiệp định giữa chính phủ mới và nhóm nổi loạn được ký kết mang lại hòa bình cho Bờ Biển Ngà. Bờ Biển Ngà là thành viên Tổ chức Hợp tác Hồi giáo, Liên minh châu Phi, Cộng đồng Pháp ngữ, Liên minh Latinh, Cộng đồng Kinh tế Tây Phi và Khu vực hòa bình và hợp tác Nam Đại Tây Dương.
Ngôn ngữ chính thức là tiếng Pháp nhưng Bờ Biển Ngà có rất nhiều thổ ngữ bao gồm tiếng Baoulé, tiếng Dioula, tiếng Dan, tiếng Anyin và tiếng Cebaara Senufo. Tôn giáo chính ở Bờ Biển Ngà là đạo Hồi, đạo Thiên Chúa và những tôn giáo bản địa khác.
Thông qua xuất khẩu cà phê và cacao, Bờ Biển Ngà là một nền kinh tế mạnh mẽ ở Tây Phi vào thập niên 1960-1970. Tuy nhiên, vào thập niên 1980, Bờ Biển Ngà đã phải trải qua khủng hoảng kinh tế, khiến cho quốc gia này trở nên rối loạn về chính trị xã hội. Kinh tế Bờ Biển Ngà trong thế kỉ 21 vẫn chủ yếu dựa vào kinh tế tiểu chủ nông nghiệp.

## Tên gọi
Trong tiếng Pháp, Côte nghĩa là "bờ biển", d' nghĩa là "của" (tương tự 's - sở hữu cách trong tiếng Anh), Ivoire nghĩa là "ngà voi", vì thế nên trong tiếng Việt, quốc gia này được dịch thành Bờ Biển Ngà và trong nhiều ngôn ngữ khác cũng mang ý nghĩa tương tự:
- Ivory Coast trong tiếng Anh
- Elfenbeinküste trong tiếng Đức,
- Costa de Marfil trong tiếng Tây Ban Nha,
- Costa do Marfim trong tiếng Bồ Đào Nha,
- Ivoorkust trong tiếng Hà Lan, v.v.

Vào tháng 10 năm 1985, Chính phủ nước này yêu cầu được gọi là Bờ Biển Ngà trong mọi ngôn ngữ. Cách gọi này tương tự như tên nước Costa Rica (tiếng Tây Ban Nha) luôn được dùng trong mọi ngôn ngữ.
Mặc dù đã có quyết định của Chính phủ Bờ Biển Ngà, "Bờ Biển Ngà" vẫn là tên phổ biến trong tiếng Việt và Elfenbeinküste phổ biến trong tiếng Đức . Tuy nhiên, các chính phủ sử dụng tên "Bờ Biển Ngà" với lý do ngoại giao, còn cẩm nang về văn phong báo chí thường dùng tên "Bờ Biển Ngà".

## Lịch sử

### Thuở sơ khai

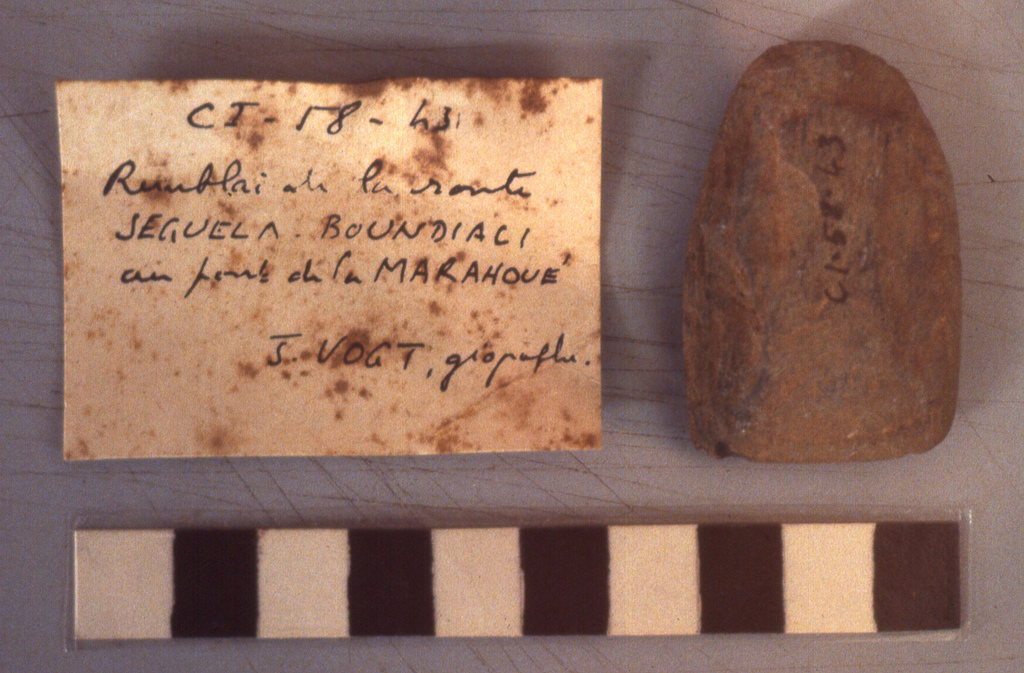
Đá mài từ thời tiền sử celt ở Boundiali phía Bắc Bờ Biển Ngà. Ảnh được chụp tại IFAN Museum of African Arts ở Dakar, Sénégal.

Rất khó để xác định khi nào xuất hiện dấu vết đầu tiên của con người ở Bờ Biển Ngà bởi vì thời tiết ẩm ướt của Bờ Biển không cho phép lưu giữ tốt những vết tích như vậy. Tuy nhiên, sự hiện diện của các loại vũ khí thô sơ cũng như các công cụ rời rạc (đặc biệt là dấu vết của các lưỡi rìu được mài sắc trên đất sét và những gì còn sót lại của việc nấu nướng và đánh cá) chứng tỏ khả năng một số lượng lớn người đã sinh sống ở Bờ Biển Ngà là có thể trong giai đoạn Hậu đồ đá (từ năm 15.000 đến năm 10.000 trước CN), hoặc ít ra là trong giai đoạn Đồ đá mới.
Tuy nhiên, những cư dân đầu tiên của Bờ Biển Ngà đã để lại dấu vết chứng minh cho sự tồn tại của mình rải rác khắp nơi trên vùng đất này. Những nhà sử học đều tin rằng những cư dân đầu tiên đó đã được thay thế hoặc bij đồng hóa bởi tổ tiên của cư dân Bờ Biển Ngà hiện nay bắt đầu từ thế kỉ XVI, bao gồm người Ehotilé (Aboisso), người Kotrowou (Fresco), người Zéhiri (Grand Lahou), người Ega và người Diès (Divo).

### Thời kỳ thuộc địa
Bờ Biển Ngà là vùng đất hấp dẫn đối với các thương gia Pháp và Bồ Đào Nha từ thế kỷ XV. Họ đến đây để tìm kiếm ngà voi và nô lệ. Năm 1842, thực dân Pháp chiếm các vùng ven biển, thiết lập chế độ thuộc địa năm 1893 và sáp nhập vào lãnh thổ Tây Phi thuộc Pháp năm 1896. Năm 1934, Abidjan trở thành thủ đô, đất nước phát triển nhờ khai khẩn các đồn điền ca cao và cà phê, việc khai thác rừng được dễ dàng nhờ việc xây dựng đường sắt Abidjan-Niger kéo dài đến biên giới vùng Thượng Volta.

### Độc lập
Bờ Biển Ngà giành độc lập năm 1960. Bờ Biển Ngà cùng Dahomay (Bénin), Niger và Burkina Faso thành lập đồng minh thuế quan năm 1959. Bờ Biển Ngà là một trong những nước có nền kinh tế phát triển trong vùng châu Phi cận Sahara, đứng đầu thế giới về xuất khẩu ca cao, là một trong những nước xuất khẩu cà phê hàng đầu thế giới.

### Houphouët-Boigny quản lý
Houphouët-Boigny trở thành Tổng thống sau khi đất nước độc lập (1960). Boigny tái đắc cử sáu lần và giữ chức này cho đến năm 1993. Lực lượng sinh viên, nông dân và thợ thuyền đã phản đối buộc Tổng thống phải hợp pháp hóa các đảng đối lập và tổ chức các cuộc bầu cử Tổng thống vào tháng 10 năm 1990. Houphouet Boigny giành thắng lợi với 81% số phiếu.
Về chính trị, Houphouët-Boigny lãnh đạo Bờ Biển Ngà với chính sách "bàn tay sắt". Một số nhận xét mềm mỏng hơn cho rằng sự lãnh đạo của ông giống với hình thái "phụ quyền-gia trưởng". Không có tự do báo chí và chỉ có một chính đảng tồn tại. Điều này được một số người chấp nhận điều này như yêu cầu tất yếu nhằm mục đích tranh thủ lá phiếu của cử tri. Houphouët-Boigny cũng bị chỉ trích bởi những vấn đề liên quan các dự án quy mô lớn. Nhiều người cho rằng việc chi hàng triệu USD để cải tạo Yamoussoukro, quê hương của Houphouët Boigny, thành thủ đô mới là vô cùng lãng phí; một số người khác thì ủng hộ tầm nhìn của ông theo hướng phát triển thành phố này thành một trung tâm hòa bình, giáo dục và tôn giáo ngay giữa lòng Bờ Biển Ngà. Nhưng vào những năm đầu thập niên 80 của thế kỷ XX, suy thoái kinh té thế giới cộng với hạn hán đã tác động không nhỏ đến kinh tế Bờ Biển Ngà. Cùng với việc lạm dụng khai thác gỗ và đường bị rớt giá, nợ nước ngoài của Bờ Biển Ngà tăng lên gấp 3. Tội phạm gia tăng một cách đáng lo ngại ở Abidjan.
Năm 1990, hàng trăm cán bộ nhà nước và sinh viên gây bạo loạn để phản đối tình trạng tham nhũng đang hoành hành. Cuộc bạo loạn buộc chính phủ phải chuyển sang nền dân chủ đa đảng. Sức khỏe của Houphouët-Boigny ngày càng yếu và chết vào năm 1993. Ông đề cử Henri Konan Bédié là người kế nhiệm.

### Bédié quản lý
Tháng 10 năm 1995, Bédié giành chiến thắng áp đảo trước phe đối lập rời rạc và thiếu tổ chức trong lần tái tranh cử. Bédié thắt chặt sự kiểm soát về chính trị, tống giam hơn 700 người ủng hộ phe đối lập. Tuy nhiên, kinh tế của Bờ Biển Ngà lại có những dấu hiệu khả quan như lạm phát giảm và chính phủ cố gắng xóa bỏ nợ nước ngoài.

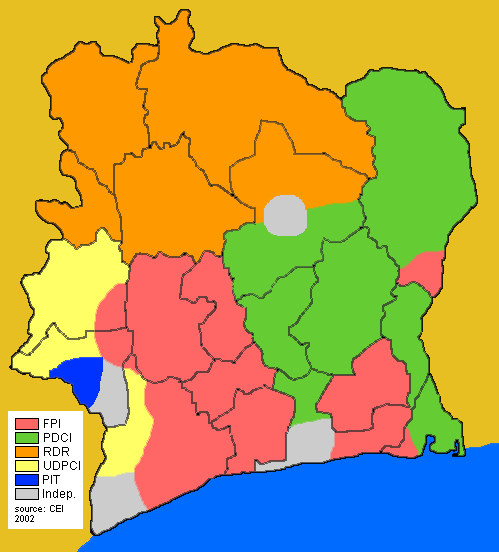
Kết quả bầu cử năm 2002 ở Bờ Biển Ngà

Khác với Houphouët-Boigny, người chủ trương tránh những mâu thuẫn sắc tộc và để ngỏ một số vị trí trong bộ máy hành chính cho những người nhập cư từ các nước láng giếng, Bản mẫu:Bedié chú trọng vào quan điểm "Ivority" (tiếng Pháp: Ivoirité) để loại bỏ đối thủ của ông ta Alassane Ouattara, vốn có bố mẹ là người phía bắc Bờ Biển Ngà, khỏi cuộc đua vào chiếc ghế tổng thống. Tuy nhiên, chính sách loại bỏ người nước ngoài này đã làm căng thẳng mối quan hệ giữa các sắc tộc khác nhau ở Bờ Biển Ngà, vốn từ trước đến nay có số lượng dân nhập cư chiếm phần lớn trong tổng số dân của cả nước.

### Đảo chính năm 1999
Tương tự, Bédié đã loại bỏ nhiều đối thủ chính trị khỏi quân đội. Cuối năm 1999, một nhóm sĩ quan bất mãn với chính phủ đã tổ chức một cuộc đảo chính quân sự, đưa tướng Robert Guéï lên nắm quyền. Bédié bỏ trốn sang Pháp. Chính quyền mới đã giảm bớt tình hình tội phạm và tham nhũng, cùng với việc áp đặt giới nghiêm và vận động rộng khắp trên đường phố về một xã hội tiết kiệm hơn.

### Gbagbo quản lý
Cuộc bầu cử tổng thống tháng 10 năm 2000 giữa hai ứng cử viên Laurent Gbagbo và Guéï diễn ra quyết liệt nhưng hòa bình. Sự kiện nổi bật tiếp theo cuộc bầu cử tổng thống được đánh dấu bằng cuộc bạo loạn của quân đội và dân chúng Bờ Biển Ngà. Cuộc bạo loạn đã khiến 180 người chết và Guéï phải nhường lại chiếc ghế cho Gbagbo. Tòa án tối cao Bờ Biển Ngà ra quyết định phế truất Alassane Ouattara vì gốc gác Burkinabé của ông ta. Hiến pháp Bờ Biển Ngà tại thời điểm đó cũng như dưới thời Guéï không cho phép người không đáp ứng đủ yêu cầu về quốc tịch đứng ra tranh cử tổng thống. Sự kiện này đã châm ngòi cho những xô xát bạo lực giữa người ủng hộ Alassane Ouattara, chủ yếu là cư dân đến từ phía bắc Bờ Biển Ngà, và cảnh sát chống bạo động ở thủ đô Yamoussoukro.
Mỗi bên đều tuyên bố thắng lợi trong cuộc bầu cử được cho là gian lận. Sự phản đối của nhân dân biến thành bạo động và buộc Tướng Guei rời khỏi nhóm quân đội nổí loạn mưu toan đảo chính. Tướng Guei và Bộ trưởng Bộ Nội vụ Doudou bị giết trong cuộc chiến giữa quân Chính phủ và phe nổi dậy. Tổng thống Laurent Gbagbo, đắc cử năm 2000, tố cáo Guei tiến hành đảo chính.

### Đảo chính năm 2002
Bờ Biển Ngà vẫn còn phải đối mặt với hậu quả của cuộc khủng hoảng chính trị trong đó đỉnh điểm là vụ đảo chính năm 1999, cuộc bầu cử Tổng thống đương nhiệm Laurent Gbagbo vào năm 2000 và cuộc xung đột vũ trang năm 2002 giữa phe nổi loạn và lực lượng chính phủ. Kể từ tháng 9 năm 2002, tình hình này đã dẫn tới sự di dân ồ ạt của gần 1,7 triệu người, phá huỷ cơ sở hạ tầng kinh tế và sự rối loạn hoạt động của các cơ quan hành chính nhà nước.

### Chính phủ thống nhất 2003
Cuộc chiến vẫn tiếp tục, ngay cả sau khi một hiệp định hòa bình do Pháp làm trung gian được ký kết tháng 1 năm 2003. Hiệp định này kêu gọi Chính phủ chia sẻ quyền lực với phe nổi dậy. Tình hình vẫn còn căng thẳng mặc dầu Tổng thống cam kết sẽ khôi phục dân chủ.

### Hậu quả 2004 - 2007
Năm 2007, những thành tựu nổi bật cũng đã được ghi nhận trong việc tái lập các thẻ chế của nước Cộng hoà này. Đây là kết quả của việc thực hiện Thoả thuận chính trị Ouagadougou ký ngày 4 tháng 3 năm 2007 giữa các bên liên quan đến cuộc khủng hoảng. Tuy nhiên, Hội đồng Bảo an Liên Hợp Quốc vẫn tỏ lo ngại về sự chậm trễ trong thực hiện tiến trình hoà bình tại Bờ Biển Ngà theo thoả thuân Ouagadougou. Đến nay, thời điểm dự định cuộc bầu cử Tổng thống vẫn chưa được ấn định.

### Chính quyền Ouattara
Ngày 28 tháng 11 năm 2010 diễn ra cuộc bầu cử tổng thống vòng hai giữa hai ứng cử viên là Laurent Gbagbo, Tổng thống mãn nhiệm (lên nắm quyền từ năm 2000) và Alasane Ouattara, nguyên là Thủ tướng. Ngày 2 tháng 12 năm 2010, Chủ tịch Ủy ban Bầu cử độc lập Bờ Biển Ngà chính thức thông báo kết quả bầu cử với việc ông Alasane Ouattara giành 54,10% số phiếu (được thế giới thừa nhận là Tổng thống) và ông Laurent Gbagbo giành 45,90% số phiếu. Tuy nhiên, Tổng thống mãn nhiệm Gbagbo đã tố cáo lực lượng phiến loạn miền Bắc nước này gian lận bầu cử và không công nhận kết quả trên. Vì vậy, bạo lực đã nổ ra giữa hai phe ủng hộ hai Tổng thống. Việc ông Gbagbo không chấp nhận thất bại đã đẩy nước này vào cuộc nội chiến với hàng nghìn người bị thiệt mạng và hàng triệu người dân phải chạy khỏi Bờ Biển Ngà. Sau 4 tháng không chịu nhượng bộ, dinh thự của ông Gbagbo bị quân đội của tổng thống đắc cử Alassane Ouattara tấn công hôm 11 tháng 4 và ông Gbagbo bị bắt giữ.

## Địa lý

Phân loại khí hậu Köppen của Bờ Biển Ngà

Bờ Biển Ngà là một quốc gia Tây Phi hạ Sahara, bên vịnh Guinea, Đông giáp Ghana, Tây giáp Liberia và Guinea, Bắc giáp Mali và Burkina Faso. Địa hình được cấu tạo bởi các vùng cao nguyên và núi ở miền Tây; vùng Tây Bắc thoải dần về phía Nam gồm các vùng đồng bằng trầm tích và vùng duyên hải, bờ biển thấp và nhiều cát. Phía Nam chịu ảnh hưởng khí hậu xích đạo tạo điều kiện thích hợp cho các vùng rừng rậm phát triển và chuyển dần sang các khu rừng thưa và các đồng cỏ nhiệt đới ở phía Bắc.

## Chính trị
Từ năm 1983, thủ đô chính thức của Bờ Biển Ngà là Yamoussoukro; tuy nhiên, Abidjan vẫn là trung tâm hành chính của cả nước. Hầu hết các quốc gia khác đều đặt Đại sứ quán tại Abidjan, ngoại trừ Đại sứ quán Vương quốc Anh đã chấm dứt nhiệm vụ vì những hành động bạo lực và những cuộc tấn công liên tiếp nhằm vào người châu Âu ở Bờ Biển Ngà. Người dân Bờ Biển Ngà lúc này vẫn phải chịu đựng bạo lực tiếp diễn do nội chiến. Các tổ chức quốc tế về nhân quyền đã ghi nhận Bờ Biển Ngà có những vấn đề về đối xử với dân thường bị bắt giữ của cả hai phe trong cuộc nội chiến này và sự tái trỗi dậy việc lạm dụng lao động nộ lệ trẻ em ở các đồn điền cacao.
Mặc dầu chiến sự đã gần như chấm dứt vào năm 2004, nhưng Bờ Biển Ngà vẫn bị chia cắt thành hai phe, phía Bắc nằm dưới quyền kiểm soát của lực lượng "Chiến binh mới"(FN). Cuộc bầu cử tổng thống dự kiến diễn ra vào tháng 10 năm 2005 để đi đến một thỏa thuận giữa các phe phái đối địch đúng vào tháng 3 năm 2007, tuy nhiên cuộc bầu cử này vẫn bị trì hoàn nhiều lần ngay cả trong giai đoạn chuẩn bị.
Các đảng phái chính trị lớn: Liên minh Dân chủ Công dân, Đảng Dân chủ Bờ Biển Ngà, Đảng Lao động Bờ Biển Ngà, Liên minh Dân chủ và Hoà bình, Mặt trận nhân dân Bờ Biển Ngà (Đảng của Tổng thống Gbagbo).
Từ khi độc lập cho đến năm 1990, Đảng Dân chủ luôn nắm quyền tại Bờ Biển Ngà. Tháng 11 năm 1990, cuộc bầu cử Quốc hội đa đảng đầu tiên được tổ chức (có 19 đảng đối lập tham gia) nhưng đảng Dân chủ của ông F.H Boigny vẫn giành đa số tuyệt đối và tiếp tục nắm quyền (148/175 ghế trong Quốc hội).

### Phân cấp hành chính

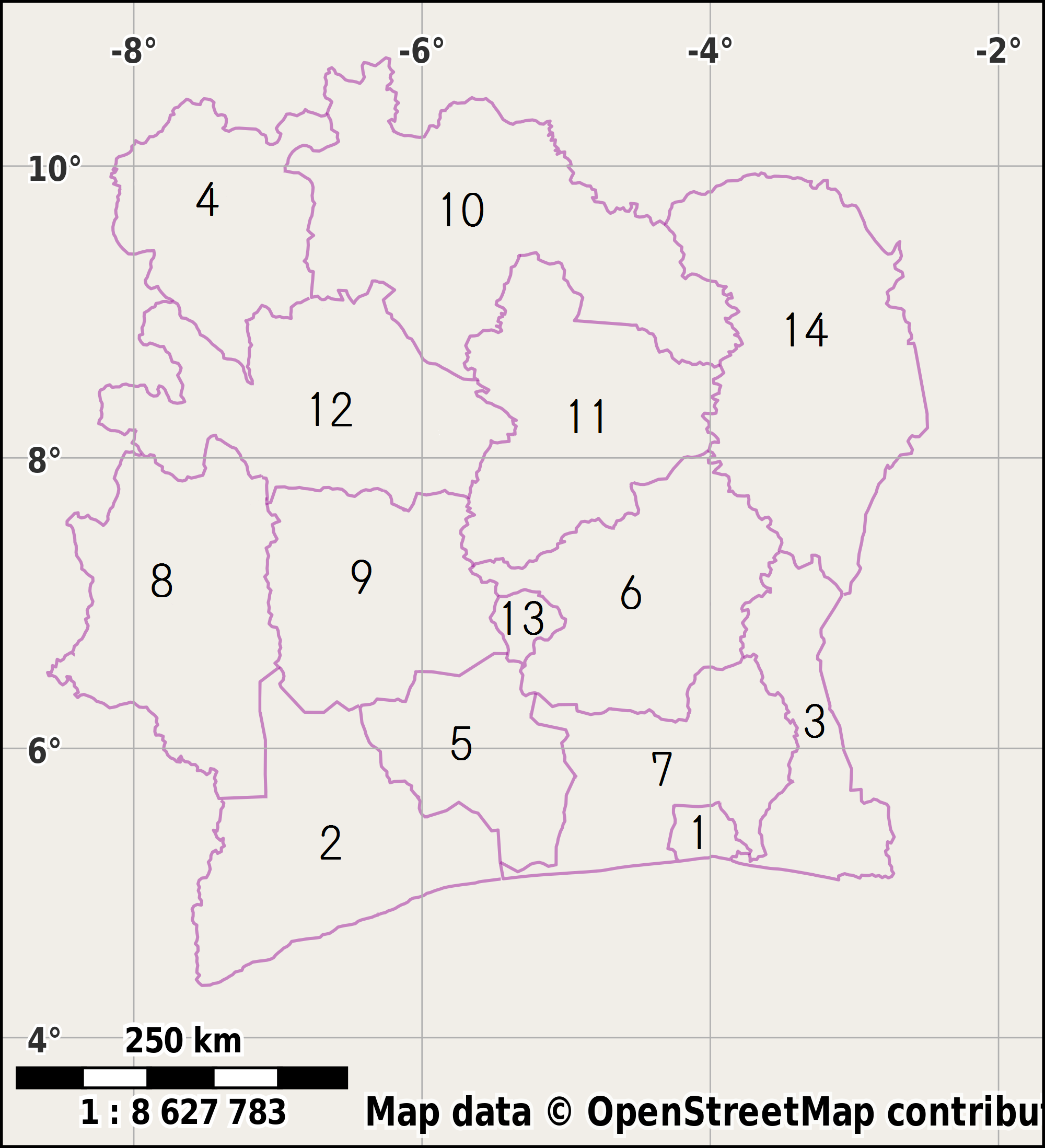
Tỉnh của Bờ Biển Ngà

Bờ Biển Ngà được chia thành 12 tỉnh và hai thành phố tự trị cấp tỉnh. Các tỉnh được chia thành 31 vùng, các vùng được chia thành 108 khu, các khu được chia thành 510 phân khu.

## Kinh tế

Xuất khẩu của Bờ Biển Ngà vào năm 2019

GDP bình quân đầu người của Bờ Biển Ngà

Tại khu vực Tây Phi, Bờ Biển Ngà có thu nhập bình quân đầu người tương đối cao (1.662 đô la Mỹ vào năm 2017) và đóng vai trò quan trọng trong thương mại quá cảnh của các nước láng giềng. Năm 2016, tỷ lệ nghèo đa chiều của Bờ Biển Ngà là 46,1%. Nền kinh tế Bờ Biển Ngà là nền kinh tế lớn nhất trong Cộng đồng Kinh tế Tây Phi, chiếm 40% tổng GDP. Bờ Biển Ngà là nước xuất khẩu hàng hóa nhiều thứ tư ở châu Phi Hạ Sahara (sau Nam Phi, Nigeria và Angola).
Việc duy trì mối liên hệ chặt chẽ với Pháp sau khi giành độc lập từ năm 1960, tính đa dạng trong xuất khẩu nông nghiệp cũng như việc khuyến khích đầu tư của nước ngoài là những nhân tố chủ yếu của kinh tế Bờ Biển Ngà. Trong những năm trở lại đây, Bờ Biển Ngà phải đối mặt với sự rớt giá và cạnh tranh mạnh mẽ của cà phê và ca cao trên thị trường nông sản thế giới. Chính điều này cùng với tham nhũng trong nước cao khiến cho cuộc sống cũng như xuất khẩu của người nông dân ngày càng trở nên khó khăn hơn.
Bờ Biển Ngà là một nước có tài nguyên phong phú, đặc biệt có nhiều kim cương, măng gan và sắt.
Ngành công nghiệp, nông nghiệp của Bờ Biển Ngà phát triển khá cân đối. Bờ Biển Ngà là nhà xuất khẩu hàng đầu thế giới về ca cao và từ vài năm nay nước này còn có thêm nguồn thu xuất khẩu từ dầu lửa ngoài khơi. Tuy nhiên thu nhập của Bờ Biển Ngà vẫn dựa chủ yếu vào sản xuất nông nghiệp (70% dân số sống bằng nghề nông). Bên cạnh đó nền công nghiệp của Bờ Biển Ngà cũng khá phát triển như: công nghiệp sản xuất hàng tiêu dùng dệt, da, hoá chất, khai khoáng, sản phẩm gỗ, sửa chữa và đóng tàu.
Về ngoại thương, năm 2010, kim ngạch xuất khẩu của Bờ Biển Ngà đạt 10,25 tỷ USD với các sản phẩm ca cao, cà phê, gỗ, dầu lửa, bông, chuối, dứa, dầu cọ, cá. Các đối tác xuất khẩu chính gồm Hà Lan 13.92%, Pháp 10.75%, Mỹ 7.79%, Đức 7.2%, Nigeria 6.99%, Ghana 5.56%. Năm 2010, kim ngạch nhập khẩu của Bờ Biển Ngà đạt 7 tỷ USD với các mặt hàng chính là dầu thô, máy móc trang thiết bị, lương thực, thực phẩm. Do sản xuất lúa trong nước chưa đáp ứng được nhu cầu của người dân nên mỗi năm, Bờ Biển Ngà phải mua khoảng 900.000 tấn gạo.
Các đối tác nhập khẩu chính gồm Nigeria 20.75%, Pháp 14.19%, Trung Quốc 7.18%, Thái Lan 5.09%.
Mặc dù trải qua gần 1 thập kỷ bất ổn chính trị nhưng Bờ Biển Ngà vẫn được xem là một trong những nền kinh tế hàng đầu khu vực Tây Phi. Với vị trí địa lý chiến lược, nguồn tài nguyên thiên nhiên, nông nghiệp, lâm nghiệp phong phú, nước này tiếp tục duy trì vai trò là nhà cung cấp hàng hoá và dịch vụ chính cho các nước láng giềng như Guinea, Mali, Burkina Faso... Cảng biển Abidjan và tuyến đường sắt nối Abidjan với thủ đô Ouagadouro (Burkina Faso) vẫn là tuyến đường xuất nhập cảnh ưu tiên, nhất là đối với những nước nằm sâu trong lục địa, mang lại nguồn thu ngoại tệ quan trọng cho ngân sách quốc gia.

## Nhân khẩu
Năm 2021, dân số Bờ Biển Ngà là 29,389,150 người, tăng so với 22,671,331 người vào năm 2014. Trong cuộc điều tra dân số đầu tiên vào năm 1975, dân số Bờ Biển Ngà là 6,7 triệu người. Tổng tỷ suất sinh là 4,3 trẻ con trên một phụ nữ vào năm 2021 (3,6 trẻ con tại khu vực thành thị và 5,3 trẻ con tại khu vực nông thôn), giảm so với 5,0 trẻ con trên một phụ nữ vào năm 2012.
77% dân số là người Bờ Biển Ngà, bao gồm nhiều dân tộc va nhóm ngôn ngữ khác nhau. Ở Bờ Biền Ngà có khoảng 65 ngôn ngữ. Phổ biến nhất là tiếng Dyula, được dùng trong giao dịch buôn bán và những người Hồi giáo.

4% dân số Bờ Biển Ngà không phải là người gốc Phi. Họ là người Pháp, Liban, Việt Nam và Tây Ban Nha.

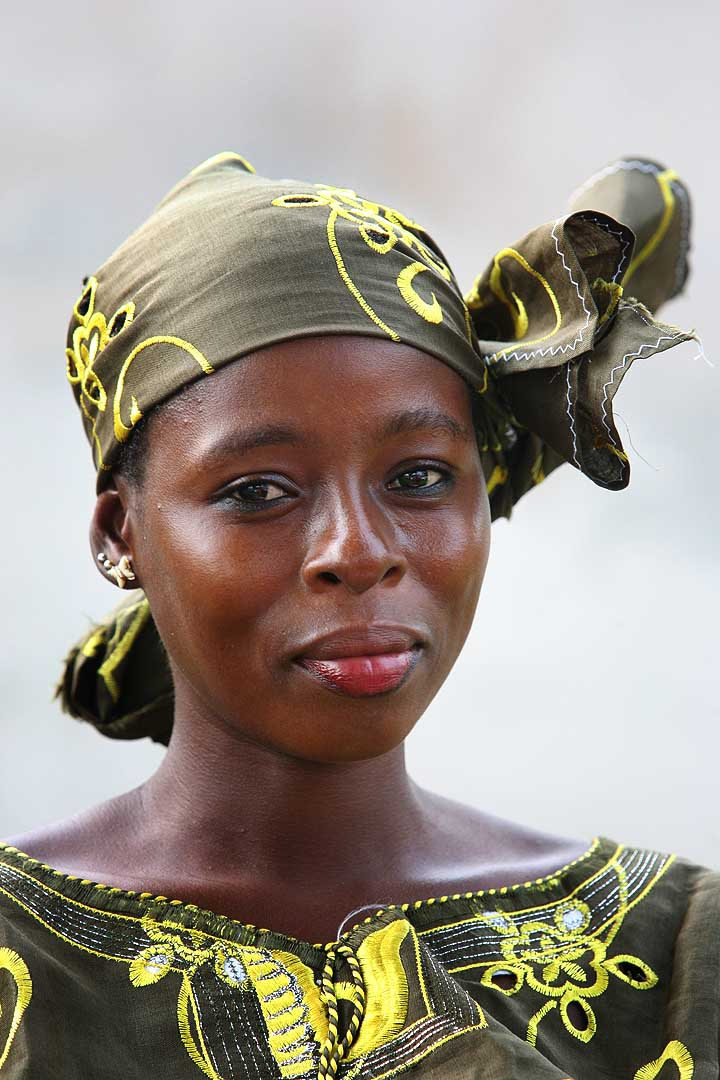
Một phụ nữ Bờ Biển Ngà

### Đô thị hóa
| Abidjan | 1  | Abidjan      | Abidjan            | 4,395,243 |
| Abidjan | 2  | Bouaké       | Vallée du Bandama  | 536,719   |
| Abidjan | 3  | Daloa        | Sassandra-Marahoué | 245,360   |
| Abidjan | 4  | Korhogo      | Savanes            | 243,048   |
| Abidjan | 5  | Yamoussoukro | Yamoussoukro       | 212,670   |
| Abidjan | 6  | San-Pédro    | Bas-Sassandra      | 164,944   |
| Abidjan | 7  | Gagnoa       | Gôh-Djiboua        | 160,465   |
| Abidjan | 8  | Man          | Montagnes          | 149,041   |
| Abidjan | 9  | Divo         | Gôh-Djiboua        | 105,397   |
| Abidjan | 10 | Anyama       | Abidjan            | 103,297   |

### Ngôn ngữ
Tiếng Pháp, ngôn ngữ chính thức của Bờ Biển Ngà, được giảng dạy trong trường học và là ngôn ngữ được sử dụng giữa các nhóm dân tộc khác nhau.

### Tôn giáo
| Tôn giáo tại Bờ Biển Ngà (2008) | Tôn giáo tại Bờ Biển Ngà (2008) | Tôn giáo tại Bờ Biển Ngà (2008) | Tôn giáo tại Bờ Biển Ngà (2008) | Tôn giáo tại Bờ Biển Ngà (2008) |
| ------------------------------- | ------------------------------- | ------------------------------- | ------------------------------- | ------------------------------- |
| Tôn giáo                        | Tôn giáo                        |                                 | Tỷ lệ                           | Tỷ lệ                           |
| Hồi giáo                        | Hồi giáo                        |                                 | 39%                             | 39%                             |
| Kitô giáo                       | Kitô giáo                       |                                 | 33%                             | 33%                             |
| Tín ngưỡng                      | Tín ngưỡng                      |                                 | 12%                             | 12%                             |
| Khác                            | Khác                            |                                 | 16%                             | 16%                             |

Bờ Biển Ngà là một quốc gia đa tôn giáo. Năm 2021, 42,5% dân số Bờ Biển Ngà theo Hồi giáo, chủ yếu là Hồi giáo Sunni, 39,8% theo Kitô giáo, chủ yếu là Công giáo và Tin Lành. 12,6% dân số không tôn giáo, 2,2% theo thuyết vật linh (tôn giáo truyền thống châu Phi), 0,7% theo tôn giáo khác và 2,2% không tuyên bố tôn giáo.

### Y tế
Tính đến  năm 2023, tuổi thọ trung bình của người Bờ Biển Ngà là 60,5 tuổi đối với nam giới và 65 tuổi đối với nữ giới. Tính đến  năm 2020, tỷ lệ tử vong mẹ là 480/100.000 trẻ; tính đến  năm 2023, tỷ lệ tử vong trẻ sơ sinh là 54/1.000 trẻ. Năm 2021, Liên Hợp Quốc ước tính cứ 10.000 người thì có 2,2 bà đỡ.
Tính đến  năm 2016, 36,7% phụ nữ Bờ Biển Ngà từ 15 tuổi đến 49 tuổi đã cắt âm vật, có xu hướng giảm so với những năm trước.

## Văn hóa

### Văn học, nghệ thuật truyền thống và tượng hình, các công trình kiến trúc
Văn học Bờ Biển Nga rất đa dạng và phong phú từ phong cách cho đến những câu thành ngữ, tục ngữ có nguồn gốc tương đối vững chắc từ việc biên tập cho đến các tác giả có uy tín. Trong số những tác giả nổi tiếng, có thể kể đến Bernard Dadié, phóng viên, nhà văn, nhà soạn kịch, tiểu thuyết gia và cũng là nhà thơ đã thống trị văn đàn Bờ Biển Ngà ngay từ những năm 30 hay là Aké Loba (với L'Étudiant noir, 1960) và Ahmadou Kourouma (với Les Soleils des indépendances, 1968) đã nhận được giải thưởng Prix du Livre Inter vào năm 1998 cho tác phẩm mà đã trở thành kinh điển đối với văn học châu Phi En attendant le vote des bêtes sauvages.
Nét đặc trưng của nghệ thuật Bờ Biển Ngà xuất hiện trong nhiều vật dụng hàng ngày bằng các chất liệu đa dạng. Nghệ thuật này có mặt trên khắp đất nước, là minh chứng cho phong cách sống ở quốc gia này. Ví dụ như việc đan thúng, điêu khắc, chạm khắc gỗ, tạc tượng đã sử dụng rất nhiều chất liệu như gỗ, đồng, mây và tre...

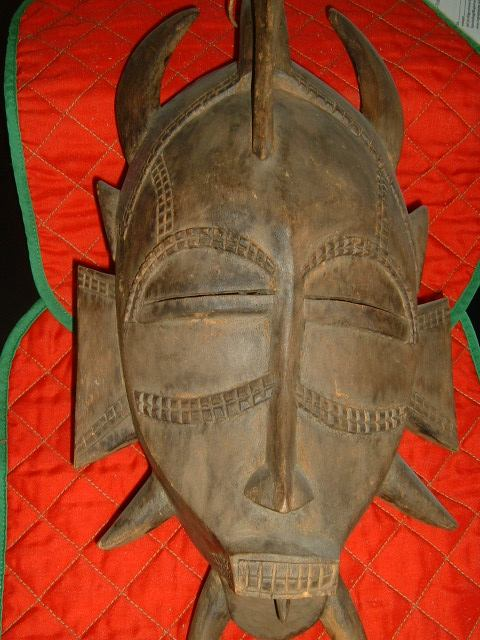
Một kiểu mặt nạ truyền thống của Bờ Biển Ngà

Mặt nạ Dan, Baoulés, Gouros, Guérés và Bétés rất nổi tiếng ở Bờ Biển Ngà. Ngoài ra, nghề dệt tiếng tăm của những người Baoulés và những người Sénoufos đã trở thành bộ môn nghệ thuật hội họa trên nền vải. Những bức tượng nhỏ bằng đồng vốn xưa kia dùng để cân vàng nay lại được dùng làm vật trang trí, nhất là trong văn hóa Akan. Tuy nhiên, tất cả người dân Bờ Biển Ngà đều chia sẻ với nhau những vũ điệu truyền thống trên âm thanh của những nhạc cụ phổ biến như (tam-tams, balafon). Một số vũ điệu còn nổi tiếng khắp cả đất nước như: Temate của Facobly, Gouessesso và Danané, Boloye của vùng sénoufo, Zaouli của vùng gouro. Cũng nên nhắc đến những đồ sành sứ thủ công được chế tác bởi phụ nữ Bờ Biển Ngà, trong số đó nổi tiếng nhất là đồ sành sứ Katiola.
Di sản văn hóa này có sẵn và rất dồi dào. Rất nhiều tác phẩm truyền thống (đặc biệt là điêu khắc) được bày bán cho khách du lịch dừng chân ở các thành phố nghỉ mát nổi tiếng như Grand-Bassam hay Assinie. Một số khác còn được trưng bày trong các phòng triển lãm nghệ thuật hoặc tại viện bảo tàng văn hóa ở Abidjan.
Một số họa sĩ như Gilbert G. Groud và Michel Kodjo thường xuyên có những tác phẩm giá trị trong khi đó, mảng truyện tranh thuộc về Zohoré Lassane, họa sĩ phác thảo và cũng là người sáng lập ra tờ nhật báo hài hước và châm biếm Gbich !.
Có thể thấy ở Bờ Biển Ngà sự đa dạng trong những công trình lịch sử. Grand-Bassam, kinh đô đầu tiên của Bờ Biển Ngà chính là nơi tọa lạc của Dinh tổng trấn (Palais de Gouverneur), nơi đầu tiên chính quyền thuộc địa Pháp đặt trụ sở. Dinh thự này được sơ tác ở Pháp sau đó được xây dựng và hoàn thiện tại chính Bờ Biển Ngà vào năm 1983. Thành phố Grand-Bassam còn có khá nhiều công trình kiến trúc tuyệt đẹp theo lối kiến trúc thuộc địa kết hợp với chất liệu xây dựng bản địa như tòa nhà Varlet hay tòa nhà Ganamet thuộc về những thương gia giàu có.
Ở Abidjan, đại giáo đường Saint-Paul là một công trình kiến trúc rất đặc biệt có 2 mặt được làm hoàn toàn bằng kính theo dấu ấn của những người truyền giáo ở châu Phi. Ở Yamoussoukro, Nhà thờ Đức Bà hòa bình được khánh thành bởi Giáo hoàng Jean-Paul II vào năm 1990. Nhà thờ này cũng là phiên bản của Nhà thờ lớn Saint-Pierre ở Roma và có thể đón tiếp 18000 đứng trong điện. Hơn nữa, đó được coi là một trong những kiến trúc tôn giáo lớn nhất trên thế giới về chiều cao và diện tích. Người ta đã tiêu tốn khoảng 300 triệu USD để xây dựng côn trình kiến trúc này . Bên cạnh đó, còn phải nhắc đến tòa nhà của Quỹ hòa bình Félix Houphouët-Boigny nổi tiếng.
Ở phía Bắc đất nước, những kiến trúc Hồi giáo theo phong cách Sudan xuất hiện từ thời kì đế chế Mali ở thế kỷ XIV cũng rất đáng chú ý. Theo các chuyên gia, đáng kể nhất trong số đó là nhà thờ Kaouara (tỉnh Ouangolodougou), nhà thờ Tengréla, nhà thờ Kouto, nhà thờ Nambira, hai nhà thờ khác ở Kong đều mang giá trị văn hóa, kiến trúc, lịch sử nhất định..

### Thể thao, truyền thông, giải trí

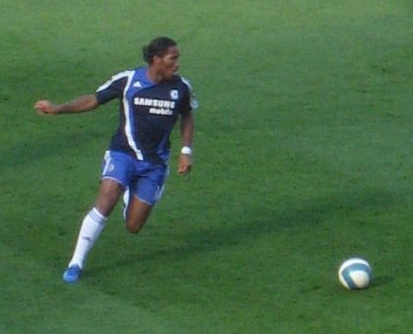
Didier Drogba, cựu đội trưởng đội tuyển bóng đá quốc gia Bờ Biển Ngà

Người dân Bờ Biển Ngà rất ưa thích thể thao. Từ các sân golf ở Abidjan, Yamoussoukro và San-Pédro, Bờ Biển Ngà có thể tổ chức những cuộc thi đấu golf 9 lỗ hoặc 18 lỗ. Hằng năm, giải đấu golf quốc tế mở rộng mang tên Félix Houphouët Boigny vẫn diễn ra đều đặn ở Bờ Biển Ngà với sự tham gia của nhiều vận động viên chuyên nghiệp.
Những vùng phá và biển tạo cho Bờ Biển Ngà cơ hội phát triển nhiều môn thể thao dưới nước như lặn, lướt ván, đua thuyền buồm, canoe-kayak và bóng chuyền bãi biển. Đua ngựa và đua xe cũng rất phổ biến ở Bờ Biển Ngà. Bên cạnh đó còn có bóng ném, bóng rổ, bóng chuyền, bóng bầu dục, điền kinh và quần vợt.
Tuy nhiên, bóng đá luôn là môn thể thao số một ở Bờ Biển Ngà. Bóng đá thu hút nhiều người dân tham gia tập luyện, kể cả những khu vực hẻo lánh nhất của đất nước. Mỗi thành phố, thậm chí là mỗi khu phố đều tổ chức một giải đấu bóng đá riêng.
Liên đoàn bóng đá Bờ Biển Ngà đã tổ chức và đưa vào thi đấu giải bóng đá cấp quốc gia Bờ Biển Ngà. Trong giải đấu này, hai đội bóng là Africa Sports National và ASEC Mimosas luôn tỏ ra vượt trội so với các đội bóng còn lại. Rất nhiều cầu thủ Bờ Biển Ngà đang phát triển sự nghiệp ở nước ngoài trong những đội bóng danh giá nhất thế giới. Chính những cầu thủ thi đấu ở nước ngoài này là nguồn lực chính cho đội tuyển bóng đá quốc gia Bờ Biển Ngà ở các giải đấu quốc tế.
Trong quá khứ, với sự dẫn dắt của những cầu thủ như Ben Badi, Gadji Celi et Alain Gouaméné, bóng đá Bờ Biển Ngà đã đạt được những thành công nhất định. Đến thế hệ của Didier Drogba, Bờ Biển Ngà lần đầu tiên đã góp mặt tại vòng chung kết Giải vô địch bóng đá thế giới 2006.

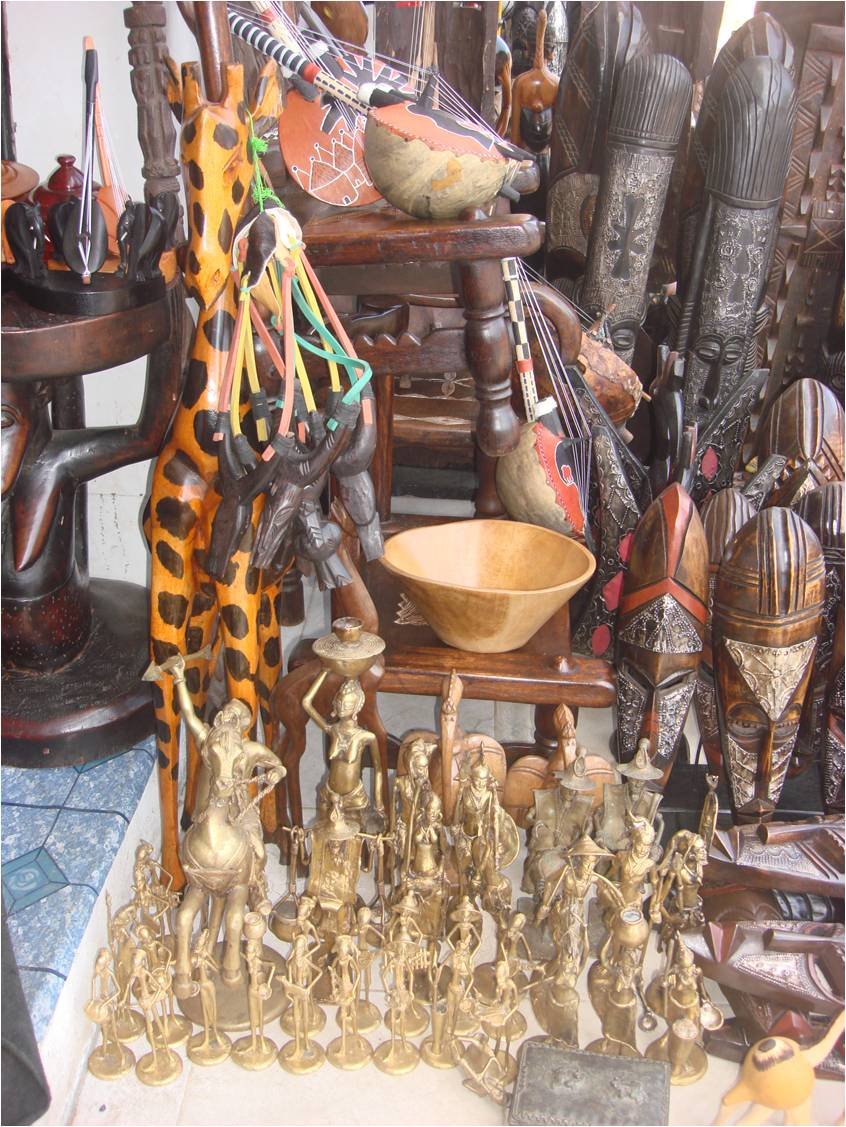
Mặt nạ và những bức tượng nhỏ được bày bán trong một khu chợ

Trong lĩnh vực truyền thông, Bờ Biển Ngà có đầy đủ các cơ quan phụ trách nghe nhìn, báo viết, kể cả các cơ quan quản lý chuyên nghiệp tuân theo sự điều hành của Ủy ban quốc gia về báo chí mà sau này là Hội đồng báo chí quốc gia (CNP), Hội đồng nghe nhìn quốc gia (CNCA) và một tổ chức tự quản giám sát đạo đức và tự do báo chí (OLPED).
Từ năm 1991, truyền thông của Bờ Biển Ngà được điều chỉnh bởi luật số 91-1034  về hoạt động báo chí chuyên nghiệp. Đài phát thanh truyền hình Bờ Biển Ngà (RTI) thuộc về nhà nước, được hỗ trợ tài chính nhờ tiền bản quyền, quảng cáo và các nguồn ủng hộ khác. Bao gồm 2 kênh truyền hình và 2 trạm phát thanh: La Première, TV2 - kênh giải trí phát sóng trong khu vực bán kính 200 km ở Abidjan, Radio Bờ Biển Ngà, Fréquence 2 - kênh giải trí, Radio Jam, kênh radio tư nhân đầu tiên của Bờ Biển Ngà; Africahit Music TV.
Nhiều đầu báo khác nhau phần lớn đều tập trung ở Abidjan. Ngoài Tập đoàn báo buổi sáng Bác Ái (Groupe Fraternité Matin) với khoảng 25000 ấn bản mỗi ngày, 15 đầu báo khác đều do các công ty tư nhân nắm giữ.

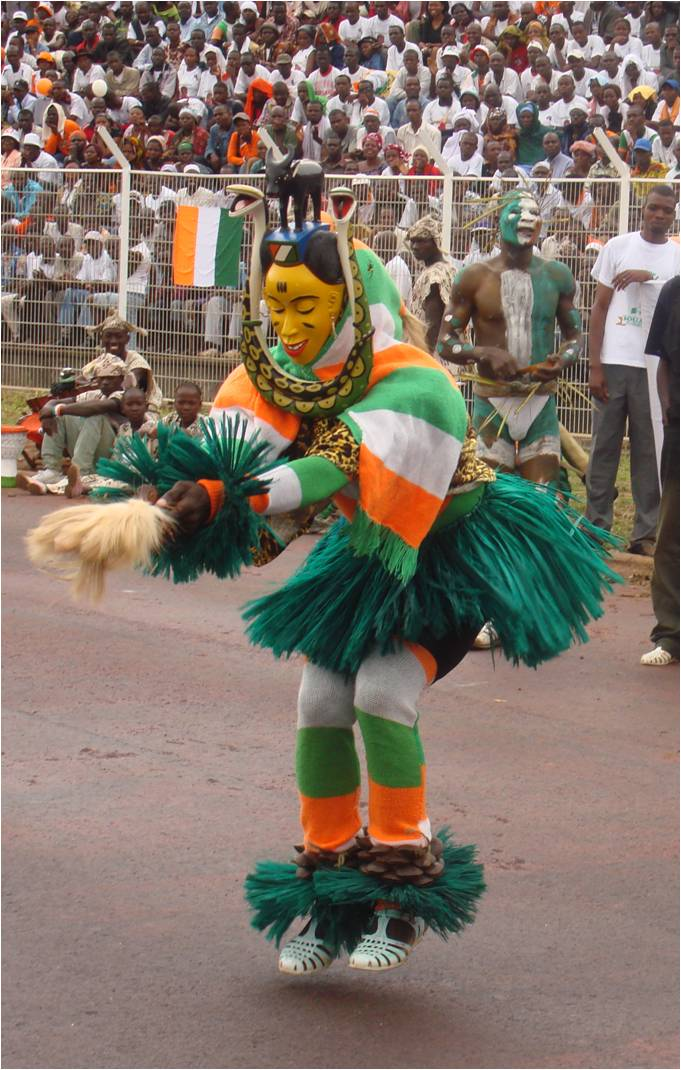
Mặt nạ Zaouli trong một vũ điệu lễ hội ở Bờ Biển Ngà

Âm nhạc của Bờ Biển Ngà pha trộn nhiều trào lưu khác nhau, trong đó có thể kể đến những nhạc sĩ tiên phong như Ziglibithy, Gbégbé, Lékiné hay nhóm những nhạc sĩ thuộc thế hệ thứ hai (Zouglou, Zoblazo, Mapouka,Youssoumba...) và nhóm nhạc sĩ thuộc trào lưu hiện đại (Coupé-décalé). Âm nhạc Bờ Biển Ngà là sự kết hợp của nhiều điệu nhạc khiêu vũ.
Hài kịch rất được ưa chuộng ở Bờ Biển Ngà, đặc biệt là tác phẩm trào phúng của Digbeu Cravate, Zoumana, Adjé Daniel, Gbi de Fer, Jimmy Danger, Doh Kanon, Adrienne Koutouan, Marie Louise Asseu, Adama Dahico, Bamba Bakary, duo Zongo và Tao sản xuất, biểu diễn trên sân khấu và truyền hình.
Năm 2004, với sự phát triển của công nghệ kĩ thuật số, điện ảnh Bờ Biển Ngà đã cho ra đời hàng loạt bộ phim như Coupé-décalé (Fadiga de Milano đạo diễn) hay Le Bijou du sergent Digbeu  của Alex Kouassi, Signature của Alain Guikou hay là Un homme pour deux sœurs của Marie-Louise Asseu. Tính cho đến thời điểm hiện tại, trung bình cứ 3 tháng lại có một bộ phim được xuất xưởng. Những bộ phim này còn nhiều yếu kém về kĩ thuật (do hình ảnh hoặc âm thanh) nhưng sự hữu ích của công nghệ kĩ thuật số thật sự đã tạo ra bước ngoặt cho điện ảnh Bờ Biển Ngà.
Lễ hội nghệ thuật châu Phi Marché des arts du spectacle africain - MASA được Cộng đồng Pháp ngữ tổ chức lần đầu tiên vào năm 1993, đến tháng 3 năm 1998 nhanh chóng trở thành một chương trình có tính chất quốc tế nhằm phát triển những nghệ thuật hiện có tại châu Phi. Chương trình này là một dự án nghệ thuật liên quốc gia của châu Phi bao gồm một hội chợ về nghệ thuật trình diễn, một diễn đàn của những người làm nghệ thuật và một festival diễn ra hai năm một lần ở Abidjan.
Faya Flow là cuộc thi hip hop lớn nhất ở Bờ Biển Ngà. Được tổ chức bởi Hiệp hội Tuổi trẻ Hip hop Năng động (JACH, đọc là "jack") từ năm 2005, cuộc thi này nhằm mục đích thông qua hip hop tìm kiếm, phát hiện và giúp đỡ những tài năng ca hát và văn nghệ cho Bờ Biển Ngà.